# ریکو اوکویاما
ریکو اوکویاما (انگلیسی: Reiko Okuyama; ۲۶ اکتبر ۱۹۳۶ – ۶ مهٔ ۲۰۰۷) پویانما اهل ژاپن بود.